# Libercja okazała
Libercja okazała (Libertia chilensis (Molina) Gunckel) – gatunek rośliny należący do rodziny kosaćcowatych (Iridaceae Juss.). Występuje naturalnie w Ameryce Południowej.

## Rozmieszczenie geograficzne
Rośnie naturalnie w Argentynie i Chile w regionach Maule, Biobío, Araukania, Los Ríos, Los Lagos, Aisén oraz Magallanes.

## Morfologia
ŁodygaDorasta do 90 cm wysokości.
KwiatyMają po 3 płatki o białej barwie.

## Biologia i ekologia
Bylina. Preferuje zarówno stanowiska dobrze nasłonecznione, w półcieniu, jak i w pełnym cieniu. Występuje na obszarach wilgotnych – na bagnach, torfowiskach, w pobliżu cieków wodnych, jezior oraz na brzegach rzek. Rośnie na terenach z niemal stałymi opadami. Możliwe są krótkie okresy suszy, jednak zwykle nie trwają one dłużej niż 1 miesiąc w ciągu roku. Występuje na wysokości do 2000 m n.p.m. Występuje do 9. strefy mrozoodporności.
Roślina charakteryzuje się szybkim wzrostem. 

## Zastosowanie
Gatunek bywa uprawiany jako roślina ozdobna.